# Ficinia stolonifera
Ficinia stolonifera är en halvgräsart som beskrevs av Johann Otto Boeckeler. Ficinia stolonifera ingår i släktet Ficinia och familjen halvgräs. Inga underarter finns listade i Catalogue of Life.